# 헤라 (화장품)
헤라(HERA)는 대한민국의 화장품 브랜드이다.

## 개요
헤라는 쿠션과 립 등 메이크업 색조 라인을 주력으로 하는 화장품 브랜드로서, 1995년 스킨케어라인을 시작으로 이후 옴므, 1998년 바디라인, 1999년 메이크업, 2003년 안티에이징까지 제품 라인을 확장했다.
블랙 쿠션, UV 미스트 쿠션, 선 메이트, 센슈얼 인텐스, 시그니아 크림 등이 헤라의 대표 제품이다. 2012년 출시 이후 '2초에 1개씩 팔리는 쿠션'으로 소개된 UV 미스트 쿠션은 한국에 방문한 할리우드 스타 패리스 힐튼이 한국 지인에게 선물받고 그 뒤로 꾸준히 사용한다고 소개되면서 화제가 되기도 했다. 선메이트의 누적 판매 개수는 2019년 기준 2,000만개를 넘어섰으며 장영실상(2005), 대한민국 10대 기술상(2005), 산업통상자원부 선정 세계일류상품(2008), 6년 연속 100만개 이상 판매(2006~2010) 등의 수상 기록을 가지고 있다.

## 주요 헤라 제품
- 블랙쿠션: 파우더 울트라 미립 분산 기술을 적용하여 얇은 화장막 유지가 가능한 메이크업 제품이다.[2]
- 센슈얼 인텐스: 틴드 다이가 함유된 립 틴트 제품이다.[3]
- 시그니아 크림: 나리시스 식물 세포가 농축된 안티에이징 크림이다.[4]